# Dyomyx obliquata
Dyomyx obliquata är en fjärilsart som beskrevs av William Schaus 1911. Dyomyx obliquata ingår i släktet Dyomyx och familjen nattflyn. Inga underarter finns listade i Catalogue of Life.